# 多摩川橋 (中央自動車道)
多摩川橋（たまがわばし）は、多摩川に架かる中央自動車道の橋である。

## 隣
E20 中央自動車道
(3-1)稲城IC - 府中BS - (4)国立府中IC - 多摩川橋 - 日野BS - 石川PA - (5)八王子IC・八王子TB

## 概要
- 橋種 道路橋
- 位置
  - 左岸：38.8k　+31m[1]
  - 右岸：39.0k　-38m
- 地先名
  - 左岸 国立市谷保
  - 右岸 日野市石田
- 構造
  - 橋長 428.300m
  - 幅員 10.950m
  - 桁構造形式 3径間連続鋼桁
- 竣工年月日 1966年（昭和41年）9月

## 周辺
- 南武線 矢川駅
- 日野市立第四小学校